# Lurleen Wallace
Lurleen Burns Wallace, geboren als Lurleen Brigham Burns, (Tuscaloosa (Alabama), 19 september 1926 – Montgomery (Alabama, 7 mei 1968) was een Amerikaans politicus. Zij was de 46e gouverneur van Alabama.

## Levensloop
Burns bezocht de Tuscaloosa High School en werkte daarna in het warenhuis Five and Dime. Daar ontmoette ze George Wallace, die op dat moment diende bij de Amerikaanse luchtmacht. Zij trouwden in maart 1943. Samen kregen zij vier kinderen.
In de eerste twintig jaar van hun huwelijk hield Wallace zich voornamelijk bezig met de opvoeding van de kinderen en het huishouden. Haar man ging regelmatig vreemd. Lurleen diende aan het einde van de jaren vijftig een scheidingsverzoek in, maar trok dat weer in, nadat haar man beloofde zijn leven te beteren.
George Wallace was al sinds het einde van de Tweede Wereldoorlog politiek actief en was onder andere lid van het staatsparlement van Alabama. Hij stond bekend als een uitgesproken voorstander van rassenscheiding. In 1963 werd Wallace tot gouverneur van Alabama gekozen. Als first lady stelde Lurleen de benedenverdieping van de ambtswoning open voor publiek. Zij weigerde bij officiële gelegenheden alcohol te serveren.
Gouverneurskandidaten konden zich volgens de grondwet van Alabama niet direct herkiesbaar stellen. Wallace wilde die regeling “omzeilen” door zijn vrouw verkiesbaar te stellen. De keuze was opvallend, omdat Lurleen niet bekend stond om haar uitgesproken politieke standpunten en in het openbaar verlegen overkwam. De verkiezingen stonden daarom vooral in het teken van de vraag wie er aan de touwtjes zou trekken: Lurleen Wallace of haar man. Tijdens de Democratische voorverkiezingen nam Wallace het op tegen onder andere twee voormalige gouverneurs. Zij behaalde een meerderheid. Tijdens de algemene verkiezingen nam Wallace het op tegen Afgevaardigde James Martin en won met meer dan achtenzestig procent van de stemmen.
Wallace was de eerste vrouwelijke gouverneur van Alabama en pas de derde in de geschiedenis van de Verenigde Staten. De meest opvallende actie die Wallace los van haar man ondernam was het verhogen van de financiering van twee zorginstellingen, nadat zij gelezen had over de slechte omstandigheden waarin patiënten verkeerden.
Tijdens de bevalling van haar vierde kind in april 1961 had een arts verdacht weefsel geconstateerd. Hij liet dat weten aan haar man, die verder geen actie ondernam en zijn vrouw niets vertelde. Daardoor volgde geen verder onderzoek. In 1965 kreeg ze last van bloedingen. Na onderzoek werd bij haar baarmoederkanker geconstateerd. Lurleen was woedend op haar man toen ze van een van zijn stafleden hoorde dat Wallace in 1962 met hen tijdens een campagnevergadering had gesproken over haar gezondheidsproblemen.
Wallace onderging twee keer radiotherapie en werd meerdere keren geopereerd. Desondanks werd het publiek tijdens de gouverneursverkiezingen niets verteld over haar ziekte. De behandeling kon niet voorkomen dat de kanker verder uitzaaide. Haar laatste politieke optreden was op 11 januari 1968 tijdens een campagnebijeenkomst van haar man, die zich verkiesbaar had gesteld voor het presidentschap. Haar man bleef in het openbaar positief over haar toestand, ondanks dat Lurleen Wallace verder afgleed. Zo zei hij in april 1968 nog dat ze "de strijd had gewonnen" tegen kanker. Op verzoek van zijn vrouw zegde hij begin mei 1968 een televisieoptreden af. Hij was bij haar op het moment van haar dood. Op 8 mei 1968 liepen eenentwintigduizend mensen langs haar kist.
Als gouverneur werd Wallace opgevolgd door haar luitenant-generaal Albert Brewer. Bij de voorverkiezingen nam Brewer het op tegen George Wallace. Wallace won en diende twee achtereenvolgende termijnen (het verbod voor gouverneurs om zich direct herverkiesbaar te stellen was inmiddels opgeheven) en nog een vierde termijn van 1983 tot 1987.